# Francisco Soares Caldeira
Francisco Soares Caldeira (1790 — ?) foi um militar e político português, membro da esquerdista Sociedade Patriótica Lisbonense, em Março de 1836, e um dos mentores dos arsenalistas de 1836. Foi deputado às Cortes, comandante da Guarda Nacional e Governador Civil do Distrito de Lisboa.

## Obras publicadas
Memória que o coronel de milícias de Tomar, Francisco Soares Caldeira, dirige aos seus amigos, narrando os acontecimentos que tiveram lugar durante a emigração, Lisboa, 1834.